# Cussy-les-Forges
Cussy-les-Forges – miejscowość i gmina we Francji, w regionie Burgundia-Franche-Comté, w departamencie Yonne.
Według danych na rok 1990 gminę zamieszkiwało 291 osób, a gęstość zaludnienia wynosiła 21 osób/km² (wśród 2044 gmin Burgundii Cussy-les-Forges plasuje się na 622. miejscu pod względem liczby ludności, natomiast pod względem powierzchni na miejscu 697.).